# Москера, Эдвин
Э́двин Сти́вен Моске́ра Пала́сиос (исп. Edwin Stiven Mosquera Palacios; род. 27 июня 2001, Кибдо) — колумбийский футболист, вингер клуба «Атланта Юнайтед».

## Клубная карьера
Москера — воспитанник клуба «Индепендьенте Медельин». 17 августа 2018 года в поединке Кубка Колумбии против «Онсе Кальдас» Эдвин дебютировал за основной состав. 15 июля 2019 года в матче против «Патриотас Бояка» он дебютировал в Кубке Мустанга. В составе клуба Эдвин дважды завоевал национальный кубок. Летом 2021 года Москера на правах аренды перешёл в бразильский «Жувентуде». 8 августа в матче против «Атлетико Минейро» он дебютировал в бразильской Серии A. 
В начале 2022 года Москера был арендован аргентинским «Альдосиви». 11 февраля в матче против «Велес Сарсфилд» он дебютировал в аргентинской Примере. 2 апреля в поединке против «Колона» Эдвин забил свой первый гол за «Альдосиви».
Летом 2022 года Москера подписал контракт на четыре года с американским «Атланта Юнайтед». 6 августа в матче против «Сиэтл Саундерс» он дебютировал в MLS. В начале 2023 года Москера на правах аренды перешёл в «Дефенса и Хустисия». 6 февраля в матче против «Химнасия Ла-Плата» он дебютировал за новую команду. 

## Достижения
Клубные
 «Индепендьенте Медельин»
- Обладатель Кубка Колумбии (2) — 2019, 2020